# Mali 16
Mali 16 var den sista operativa insatsen som Sverige genomförde inom MINUSMA. Uppsättande förband var Stockholms amfibieregemente där överstelöjtnant Christofer Lennings var kontingentschef.
Förbandet verkade från juni 2022 till december 2022. 

## Allmänt
Förbandet bestod av ett skyttekompani och en stab i Gao, samt ett NSE (National Support Element) i Bamako.
Majoriteten av förbandet bestod av personal från olika delar av Stockholms amfibieregemente, bland annat från Kustjägarkompaniet. Även personal från Marinbasen utgjorde en stor del av förbandet.
Förbandet var grupperat på den tyska Camp Castor nära intill flygplatsen i Gao. Den svenska delen av Camp Castor kallades för Camp Estelle.
Mali 16 tilldelades i november 2022 Force Commander’s Commendation Letter av general Cornelis Johannes Matthijssen (Force Commander för MINUSMA).

## Händelser
- 6 juli 2022 hamnade skyttekompaniet i strid i en by utanför Gao[1]
- 4 oktober 2022 kraschade ett rysktillverkat Sukhoi SU25 in i FAMa campen som ligger nära den svenska campen i Gao.[2]
- 24 oktober 2022 blev skyttekompaniet beskjutna ca 8 mil utanför Gao.[3]
- I mitten av november 2022 genomförde förbandet den sista operationen för det svenska styrkebidraget i Mali.[4]